# Marco Marchionni
Marco Marchionni (Monterotondo, 22 juli 1980) is een Italiaans voormalig voetballer die doorgaans speelde als middenvelder. Tussen 1997 en 2018 speelde hij voor Monterotondo, Empoli, Parma, Piacenza, Juventus, Fiorentina, opnieuw Parma, Sampdoria, Latina en Carrarese. Marchionni maakte in 2003 zijn debuut in het Italiaans voetbalelftal, waarin hij tot aan 2009 tot zes interlands zou komen.

## Carrière
Marchionni's carrière begon in 1998 bij Empoli, dat hem haalde van Monterotodo uit de Serie D. In 2001 vertrok hij naar Parma. Hij speelde de eerste twee jaar daar relatief weinig, waarop Piacenza hem voor een halfjaar huurde. In de voorbereiding op het nieuwe seizoen 2003/04 mocht de vleugelspeler zich weer aansluiten bij de eerste selectie van Parma. Daarin speelde hij onder Cesare Prandelli vijfendertig wedstrijden en hij maakte zes doelpunten in de Serie A en UEFA Cup. Ook maakte Marchionni op 12 november 2003 zijn debuut voor Italië in een wedstrijd tegen Polen. In het seizoen 2006/07 sloot Marchionni transfervrij aan bij Juventus in de Serie B. Ondanks dat hij uitkwam op het tweede niveau, werd hij opnieuw opgeroepen voor het nationale elftal in 2006, toen hij zijn derde interland speelde. Het seizoen erna, weer terug in de Serie A, was een blessurevolle, waardoor hij een groot deel van de competitie niet in actie kon komen. Hij had één basisplaats en samen met tien invalbeurten wist hij aan één goal te komen. Tijdens het seizoen 2008/09 vocht hij zich in het elftal na blessures van de eerste keus op zijn positie, Mauro Camoranesi.
Op 6 juli 2009 kwamen Juventus en Fiorentina tot een akkoord over een transfer van Marchionni. Hij werd geruild tegen Felipe Melo. In Florence was het opnieuw Cesare Prandelli die zijn coach was en ook zijn oud-teamgenoten Sébastien Frey, Marco Donadel, Alberto Gilardino en Adrian Mutu speelden inmiddels bij Fiorentina. Zijn eerste doelpunt maakte hij tegen Genoa op 28 oktober 2009 en de week erna, tegen Catania, scoorde hij twee keer. In september 2012 keerde Marchionni terug naar Parma. Na twee seizoenen werd hij geruild tegen Andrea Costa, waardoor hij bij Sampdoria terechtkwam. Na een jaar met weinig speeltijd verkaste hij naar Latina. In de zomer van 2017 stapte Marchionni over naar Carrarese. Na één seizoen bij Carrarese zette Marchionni een punt achter zijn loopbaan als actieve voetballer.

## Erelijst
| Competitie   |        |         |       |       |
| Competitie   | Aantal | Jaren   |       |       |
| Parma        | Parma  | Parma   | Parma | Parma |
| ------------ | ------ | ------- | ----- | ----- |
| Coppa Italia | 1      | 2001/02 |       |       |
| Juventus     |        |         |       |       |
| Serie B      | 1      | 2006/07 |       |       |